# Refuge d'oiseaux migrateurs de l'Île-Shepherd
Le refuge d'oiseaux migrateurs de l'Île-Shepherd (en anglais : Shepherd Island Migratory Bird Sanctuary) est un refuge d'oiseaux migrateurs situé au nord-est de Terre-Neuve à Terre-Neuve-et-Labrador (Canada). Avec le refuge d'oiseaux migrateurs de l'île aux Canes, il est la plus grande aire de nidification de l'eider à duvet. Cette aire protégée de 16 ha a été créée en 1991 et est administrée par le Service canadien de la faune.

## Géographie
Le refuge d'oiseaux migrateurs de l'Île-Shepherd est situé au nord-est de Terre-Neuve, à l'ouest de l'île Bell. L'île Shepherd elle même ne fait que trois hectares. C'est une île aux côtes escarpées ayant une bruyère à son sommet. Le refuge qui a une superficie de 18 ha, comprend à la fois l'île et les milieux marins environnants.

## Milieu naturel

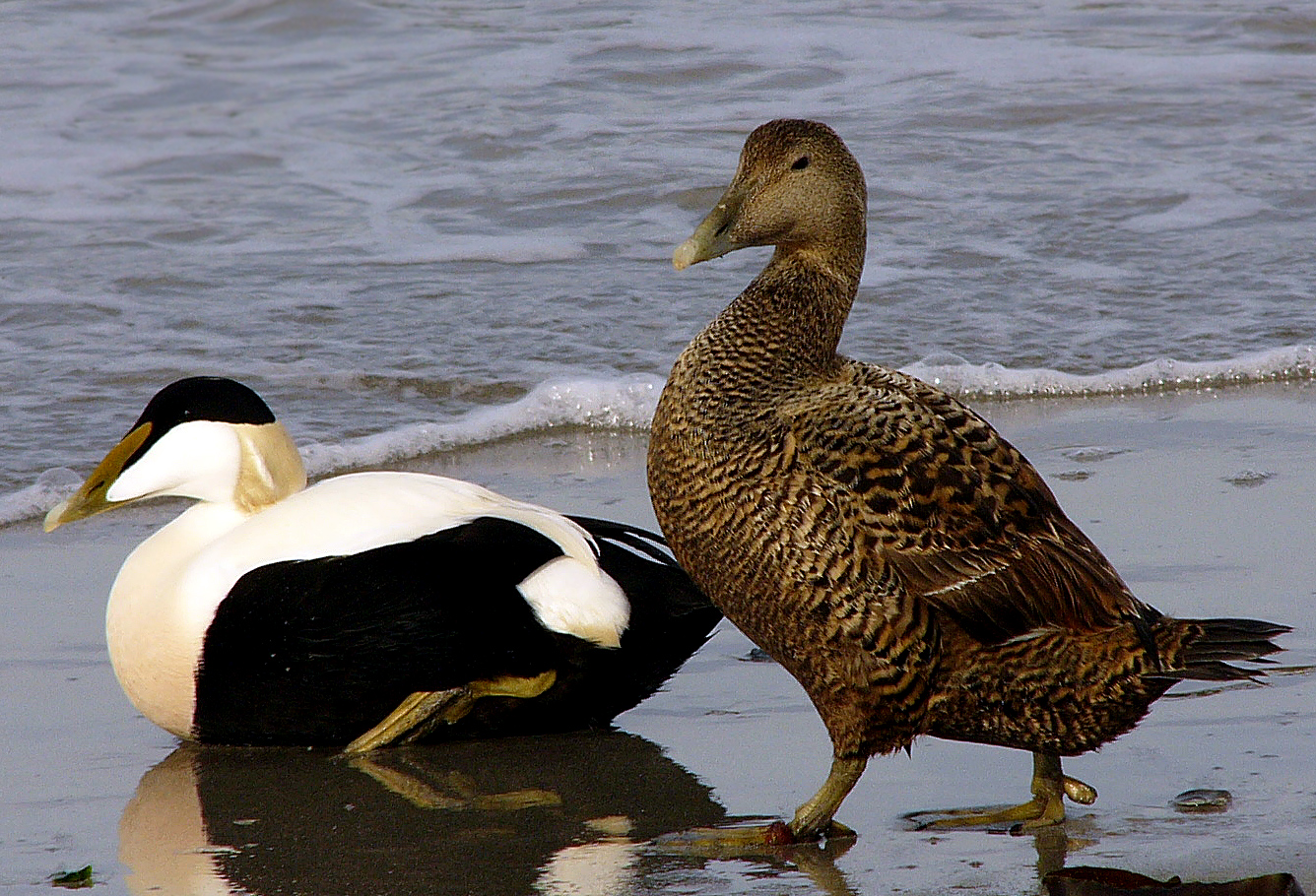
Couple d'eiders à duvet.

La végétation de île Shepherd est constituée d'une bruyère composé en majorité d'Éricacées. On y retrouve aussi la spartine alterniflore et la berce laineuse en nombre limité.
La population d'eider à duvet a grandement diminué depuis la création du refuge, passant de 86 couples en 1988 à seulement 2 nids en 2001. La principale raison de cette diminution pourrait être qu'ils préfèrent fréquenté l'île aux Canes, qui est à proximité.